# Buurttuin

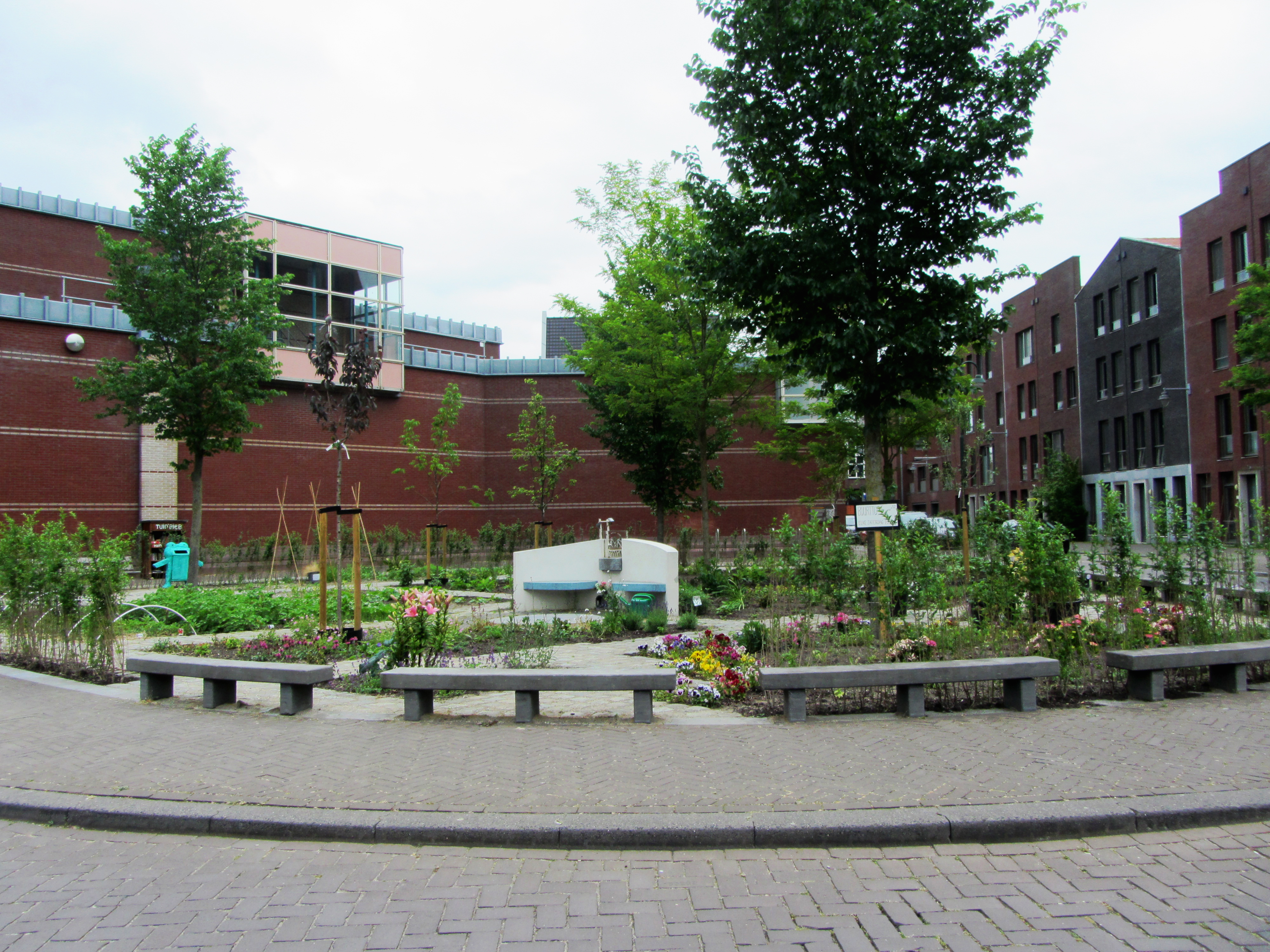
Buurttuin,Stadstuinderij De Raam, Gouda

Een buurttuin is een gemeenschappelijke tuin, een perceel dat collectief is aangelegd en collectief wordt onderhouden. Het onderscheidt zich van een volkstuin waarbij percelen worden toegewezen aan individuen of families.
De buurttuinen liggen op privé- of openbare grond waar fruit, groenten en/of bloemenplanten worden gekweekt. Over de hele wereld kunnen gemeenschapstuinen verschillende doeleinden vervullen, zoals esthetische en gemeenschapsverbetering, fysiek of mentaal welzijn of landbehoud.
Buurttuinen bevinden zich meestal op straatniveau, maar ook op daken van onder andere flatgebouwen.
De wens om een buurtuin aan te leggen kan om verschillende redenen ontstaan, bijvoorbeeld omdat wijkbewoners vinden dat er te weinig groen in hun buurt is, of om een niet legaal hondenuitlaatveld een betere bestemming te geven. De tuin moet een plek zijn waar men elkaars buren kan ontmoeten en om samen te tuinieren, te eten of muziek te maken.

## Buurttuinen in België (selectie)
- Buurttuin Duifkes, Antwerpen
- Buurttuin Walle en anderen, Kortrijk

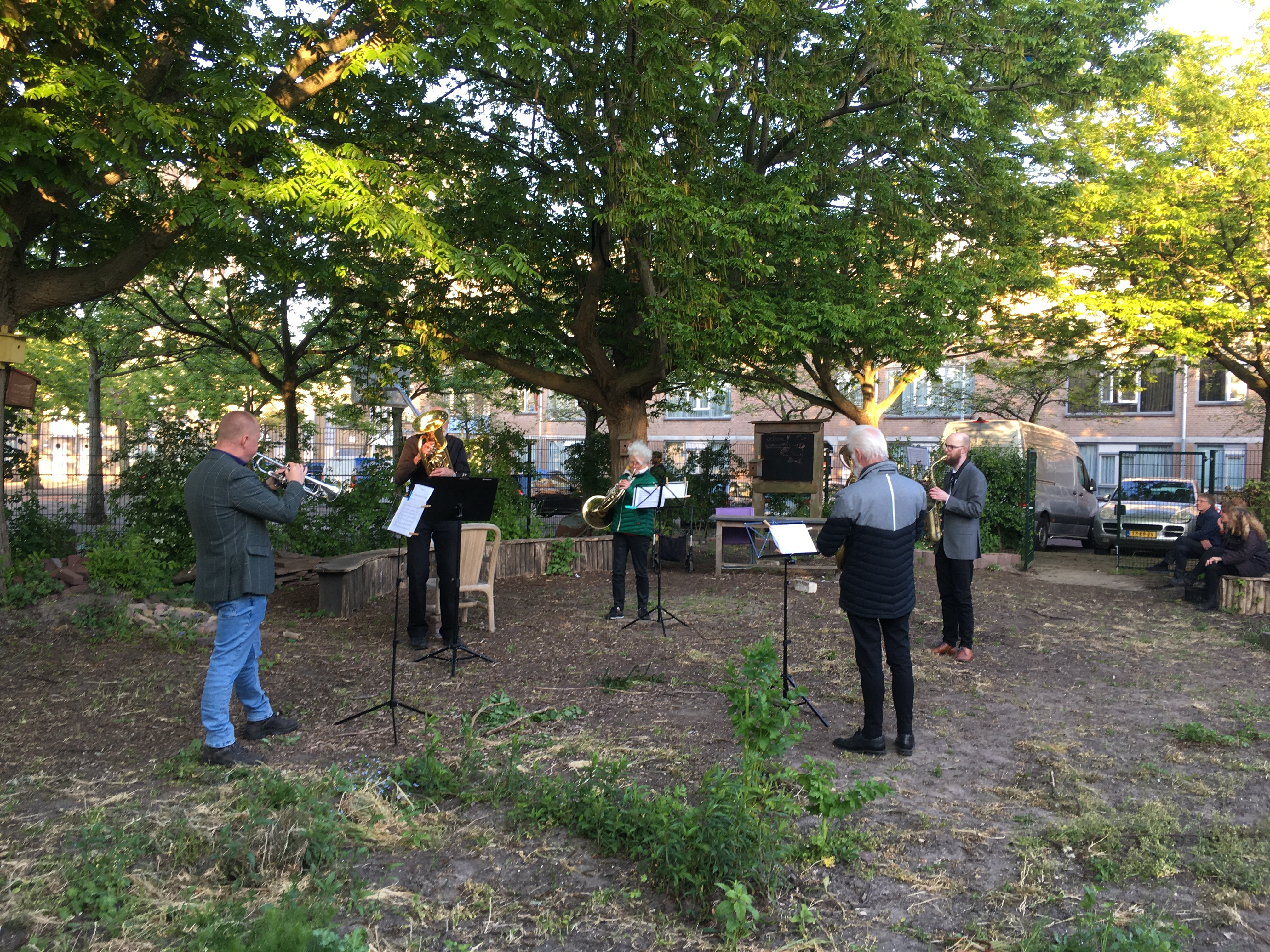
Buurttuin de Groene Mus in de Schilderswijk in Den Haag

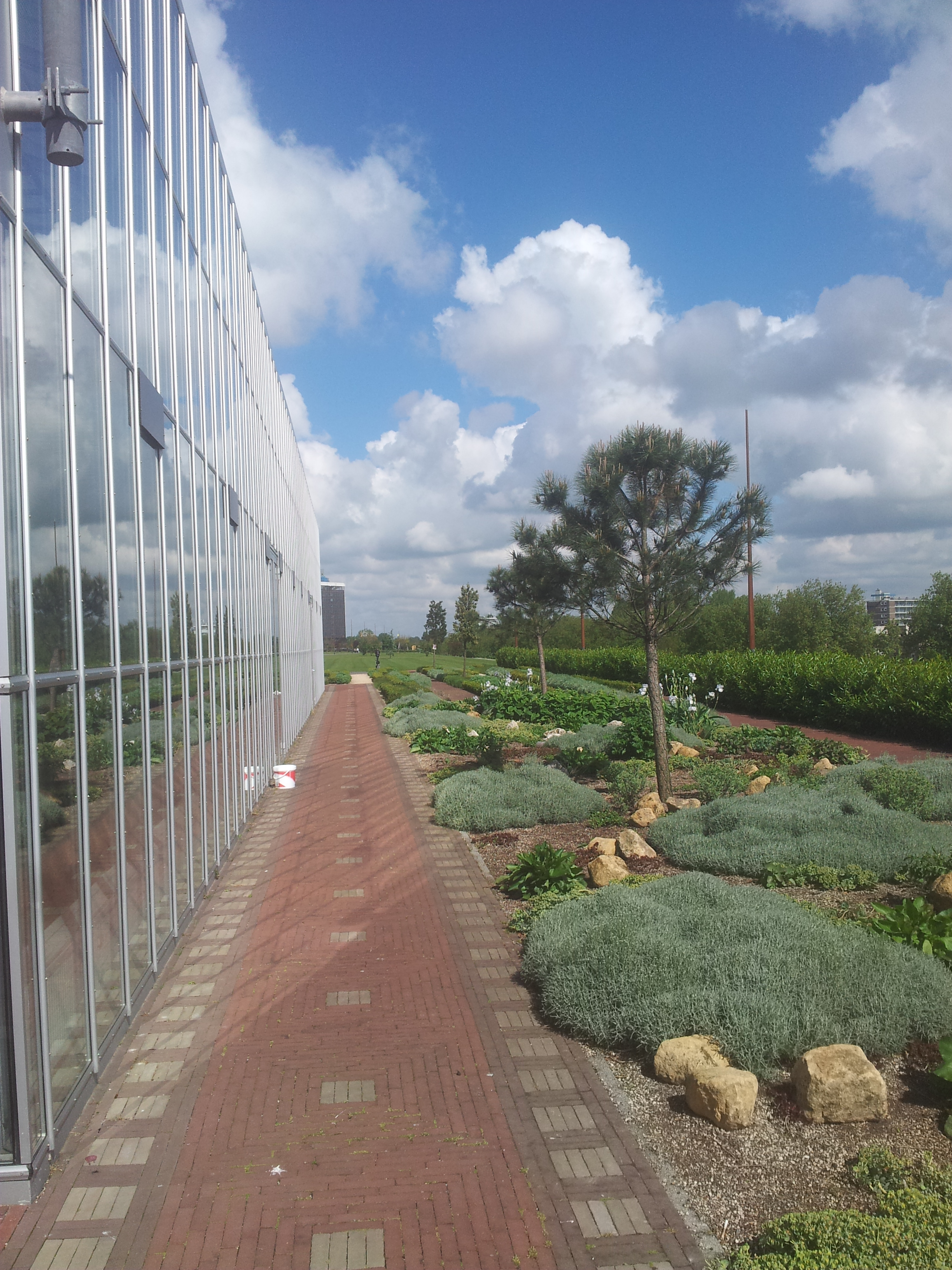
Buurttuin Dakpark, Rotterdam

- Buurttuin Hal 5, Leuven
- Buurttuin in de Biesten, Nazareth
- Buurttuin 't Hoogveldje, Wilsele

## Buurttuinen in Nederland (selectie)
- Buurttuin Oost Indisch Groen, Amsterdam
- Buurttuin I.C. v.d. Lindestraat, Biervliet
- Buurttuin Breda, Breda
- Buurttuin de Viertuin, Den Haag
- BuurtTuin KV, Deventer
- Buurttuin, Stadstuinderij De Raam, Gouda
- Buurttuin Oosterpoort, Groningen
- Buurttuin BietjeBijBietje, 's-Hertogenbosch
- Buurttuin By-Tuin, Heilo
- Buurttuin Oase, Leiden
- Buurttuin Sint Maartenspoort, Maastricht
- Buurttuin Dakpark, Rotterdam
- Buurttuin de Zandloper, Utrecht
- Buurttuin De groene Kloosterwei, Warmond